# Harukichi Hyakutake
Harukichi Hyakutake (Saga, 25 de maio de 1888 – Tóquio, 10 de março de 1947) foi um general do Exército Imperial Japonês participante da Segunda Guerra Mundial.
Hyakutake graduou-se como oficial da infantaria em 1909 e estudou criptografia no Colégio de Guerra do Exército, cumprindo funções no estado-maior após o curso. Na década de 1920 serviu como oficial residente na Polônia , depois transferido para a China. Após comandar um regimento de infantaria por um ano, foi promovido a major-general em março de 1937 e a tenente-general em março de 1939.
Em maio de 1942 ele recebeu o comando do 17º Exército japonês baseado em Rabaul, na Nova Guiné. Neste comando, Hyakutake comandou de seu quartel-general as tropas envolvidas na Batalha de Guadalcanal e nas Ilhas Salomão, passando a comandante de campo durante a campanha militar contra os norte-americanos em Bougainville. Nesta campanha, ele sofreu um ataque cardíaco em 1944 e foi dispensado de suas funções.
Retornou ao Japão em 1946, onde morreu em 10 de março de 1947.